# Привлер, Макс Давидович
Макс При́влер (ивр. מקס פריבלר‎‎; 1931, Яремча-Микуличин, Станиславовское воеводство, Польша — март 2020, Бат-Ям, Израиль) — участник Второй мировой войны, президент Всемирной ассоциации юных борцов антигитлеровской коалиции, член Союза русскоязычных писателей Израиля, лауреат премии им. Виктора Некрасова. Макс Привлер является  автором книг «Трижды расстрелянный», «Израильский символический батальон», сборников «Еврейские дети в борьбе с нацизмом».

## Биография
Родился в 1931 году в селе Яремча-Микуличин Станиславовского воеводства (ныне Ивано-Франковской области) в еврейской семье предпринимателя Давида Привлера (1902–1941) и Малки Удельсман (1914-1941).
Через два дня после начала Великой Отечественной войны  и оккупации Микуличина венгерскими войсками семью Привлер поместили в гетто и обязали носить желтые магендавиды.  В самом начале оккупации погиб 101-летний дед Макса Привлера: не выдержав издевательств, он умер от сердечного приступа.
Когда начальник местного гестапо узнал, что мельница и Делятинский лесозавод семьи Привлер оборудованы по последнему слову техники, он решил отобрать их и подарить своему отцу в Германии. Отца Привлера обязали демонтировать завод и отправить его в Германию.
18 марта 1942 года, сразу после окончания работ по демонтажу предприятия, Макс Привлер и его отец были арестованы гестаповцами и полицаями-украинцами. Его мать Малку с тремя детьми отправили в гетто Станислава.
20 марта 1942 г.  возле притока реки Прут местных евреев вместе с отцом Макса Привлера расстреляли.  За секунду до выстрелов отец успел столкнуть Макса Привлера в яму и, упав, накрыл сына своим телом.
Макс после расстрела был спасен украинской семьей Евдокии и Ивана Немчуков (будущими праведниками народов мира). Пробравшись в Станиславовское гетто, Привлер был свидетелем того, как была повешена его мать Малка и убит полуторагодовалый брат Берлик.  Впоследствии он присоединился к подпольщикам гетто, куда пробирался через канализацию, принося продукты и обеспечивая снабжение.  В гетто он снова попал под расстрел — и снова выжил.
Бежав из гетто, некоторое время снова прятался у Евдокии Немчук и вскоре вступил в еврейский партизанский отряд. В одном из боев получил ранение и обморозил ногу, но был  спасен врачом и вывезен на самолете в Москву.
В дальнейшем поступил в  разведшколу «Смерш», которую окончил 10 марта 1943 года в возрасте 12 лет.  Свободно зная идиш и украинский, польский, чешский и немецкий, выполнял ответственные задания в тылу противника под именем Юрко Яремчука в составе  211-й Черниговской гвардейской стрелковой дивизии 38 армии 4-го Украинского фронта. Затем выполнял также личные поручения командарма 1-й гвардейской армии А. А. Гречко, был связным между ним и чешским генералом Людвиком Свободой, в составе частей Советской Армии освобождал Освенцим, Краков и Прагу.
Макс Привлер является самым молодым кавалером ордена Славы III степени.  8 мая 1945 года во время боев за Прагу был серьезно ранен в голову.
После войны, временно потеряв после контузии зрение и слух, был принят в Харьковский детский приют для слепых. После проведенной операции в Институте им. В. П. Филатова и восстановления слуха и зрения окончил электротехникум в Харькове. 14 лет проработал главным энергетиком на Днепропетровском кожзаводе, потом еще 12 лет — старшим мастером на шинном заводе. В послевоенные годы возглавлял молодежную секцию в Советском комитете ветеранов войны. По его инициативе и при его непосредственном участии в Курске, Днепропетровске, Броварах были созданы музеи юных защитников Родины.
Макс Привлер репатриировался с женой, сыном и дочерью в Израиль в 1989 году, и с первых же дней принял активное участие в ветеранском движении, занимаясь увековечиванием памяти детей, сражавшихся в армиях стран антигитлеровской коалиции. Макс Привлер постоянно направлял письма главам правительств требованием запретить привлекать детей к террору. Отдать под суд всех тех, кто использует детей в качестве террористов. Кроме этого, он руководил творческой программой «Мазаль» - проектом по  сбору материалов о юных еврейских героях.
В 2017 году был одним из зажигавших факел на церемонии, посвящённой Дню памяти павших в войнах Израиля и жертв террора. Скончался в Бат-Яме  в возрасте 88 лет. Макс Привлер был последним израильским ветераном войны, участвовавшим в освобождении Освенцима.

## Основные произведения
- Привлер, Макс, Анна Кремянская. Расстрелянный Трижды : Автобиографическая Трилогия / Макс Привлер ; [Литературная Редакция и Корректура, Анна Кремянская]. Тель-Авив : М. Привлер, 1998. ISBN 9657094089
- Привлер, Макс. Израильский Символический Батальон Юных Борцов с Нацизмом Им. Ицхака Рабина : Документальный Сборник / Макс Привлер, Анна Кремянская, Павел Кремянский. Ришон Ле Цион : ВК-2000, 2004. Библиография: с. 177. ISBN 9657094321
- Привлер, Макс. Еврейские дети в борьбе с нацизмом : всемирный документальный сборник / Макс Привлер, Анна Кремянская, Павел Кремянский. Тель Авив : Библиотека Матвея Черного: 2001. ISBN 9657094321